# Bawean

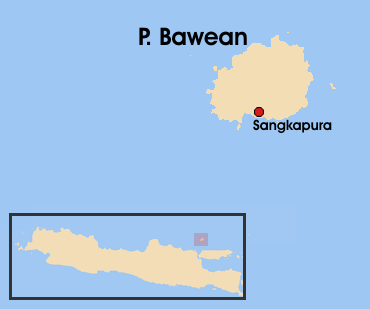
Baweans läge

Bawean (sanskrit för solljus) är en indonesisk ö som tillhör provinsen Jawa Timur.
Ön ligger i Javasjön mellan öarna Java och Borneo cirka 200 km norr om staden Surabaya. Bawean består huvudsakligen av en slocknad vulkan med kratersjö vars högsta topp ligger 650 meter över havet. Kustlinjen kännetecknas av sandstränder eller mangrove. Kring Bawean finns mindre sandöar och korallrev. Vid dessa rev lever flera olika fiskarter.
Ön har cirka 65 000 invånare och av dessa bor ungefär 40 000 i staden Sangkapura. Det officiella språket är malajiska men det flera lokala dialekter. Bawean betecknas ofta som "kvinnornas ö" då öns manliga invånare vanligen vistas på fiskefärd eller andra resor. Flera invånare har sitt ursprung i Europa, Kina, Japan, Nord- eller Sydamerika.
På bawean odlas huvudsakligen ris samt flera frukter som mangostan, durian eller olika sorters bananer.
På ön lever den endemiska arten baweanhjort (Axis kuhlii). Enligt lokala uppgifter fanns tidigare en liten hästras på ön som påminde om ponnyer. Den ska hat död ut under 1900-talet.